# Giải Kim Kê cho nữ diễn viên xuất sắc nhất
Các giải Kim Kê cho Nữ diễn viên xuất sắc nhất (中国电影金鸡奖最佳女主角) là hạng mục chính của giải thưởng Kim Kê, trao cho nữ diễn viên với màn trình diễn xuất sắc trong vai trò diễn viên hàng đầu trong điện ảnh của Trung Quốc.

## Danh sách đoạt giải và đề cử
| ‡ | Dành cho Nữ diễn viên chiến thắng Giải Bách Hoa cho nữ diễn viên chính xuất sắc nhất cho cùng một vai diễn |

### Thập niên 80s
| Năm      | Nữ Diễn Viên   | Tác Phẩm Đề Cử                           | Vai Diễn      |
| -------- | -------------- | ---------------------------------------- | ------------- |
| Năm 1981 | Trương Du      | Evening Rain                             | Liu Wenying   |
| Năm 1981 | Trương Du      | Romance on Lushan Mountain ‡             | Zhou Jun      |
| Năm 1981 | Điền Hoa       | Pháp đình nội ngoại                      | Thương Tần    |
| Năm 1981 | Wang Fuli      | Legend of Tianyun Mountain               | Song Wei      |
| Năm 1982 | Li Xiuming     | Xu Mao and His Daughters ‡               | Xu Xiuyun     |
| Năm 1982 | Ren Yexiang    | Longing for Home                         | Tian Cuicui   |
| Năm 1982 | Zhang Yu       | On a Small Street                        | Yu Zhen       |
| Năm 1983 | Phan Hồng      | At Middle Age                            | Lu Wenting    |
| Năm 1983 | Tư Cầm Cao Oa  | Lạc đà tường tử ‡                        | Hu Niu        |
| Năm 1984 | Gong Xue       | Under the Bridge ‡                       | Qin Nan       |
| Năm 1984 | Li Ling        | Ward 16                                  | Chang Lin     |
| Năm 1985 | Li Ling        | Girl from Huangshan Mountain             | Gong Lingling |
| Năm 1985 | Gu Yongfei     | Thunderstorm                             | Fanyi         |
| Năm 1986 | Yue Hong       | Wild Mountains                           | Guilan        |
| Năm 1986 | Fang Shu       | Sunrise                                  | Chen Bailu    |
| Năm 1986 | Xu Lei         | Spring into Autumn                       | Zhou Lianghui |
| Năm 1986 | Zhang Xiaolei  | Xiangsi Woman's Hotel                    | Zhang Guanyin |
| Năm 1987 | Lưu Hiểu Khánh | Phù Dung Trấn ‡                          | Hồ Ngọc Âm    |
| Năm 1987 | Naren Hua      | Married to a Child                       | Xiaoxiao      |
| Năm 1988 | Phan Hồng      | The Well                                 | Xu Lisha      |
| Năm 1988 | Li Kechun      | The Third Party                          | Sang Yuchen   |
| Năm 1988 | Lưu Hiểu Khánh | Savage Land                              | Jinzi         |
| Năm 1989 | Xu Shouli      | The Happy Hero & The Dead and the Living | Yusuan        |
| Năm 1989 | Wu Yujuan      | Obsession                                | Qingqing      |

### Thập niên 90s
| Năm      | Nữ Diễn Viên  | Tác Phẩm Đề Cử                      | Vai Diễn        |
| -------- | ------------- | ----------------------------------- | --------------- |
| Năm 1991 | Hề Mỹ Quyên   | A False Woman's True Love           | Wang Yujuan     |
| Năm 1991 | Lữ Lệ Bình    | Unexpected Passion                  | Liang Xiaoqing  |
| Năm 1991 | Ma Xiaoqing   | Good Morning, Beijing               | Ai Hong         |
| Năm 1992 | Song Xiaoying | Her Smile Through the Candlelight   | Wang Shuangling |
| Năm 1992 | Ding Yi       | Bell of Purity Temple               | Aunt Yangjiao   |
| Năm 1992 | Triệu Lệ Dung | Đón Tết                             | Người mẹ        |
| Năm 1993 | Củng Lợi      | Thu Cúc đi kiện                     | Thu Cúc         |
| Năm 1993 | Từ Phàm       | After Separation                    | Lin Zhouyun     |
| Năm 1994 | Pan Hong      | Shanghai Fever ‡                    | Fan Li          |
| Năm 1994 | Bai Han       | Romance in Metropolitan Shanghai    | Luo Naiqian     |
| Năm 1994 | Ninh Tịnh     | Red Firecracker, Green Firecracker  | Chunzhi         |
| Năm 1995 | Ngải Lệ Á     | Ermo                                | Ermo            |
| Năm 1995 | Pu Chaoying   | Women Flowers                       | Shang Meiju     |
| Năm 1995 | Từ Phàm       | Gone Forever with My Love           | Lin Gege        |
| Năm 1996 | Tống Xuân Lệ  | Jiuxiang                            | Jiuxiang        |
| Năm 1996 | Cao Cuifen    | Orphan's Tears                      | Geng Ernu       |
| Năm 1996 | Guo Keyu      | Red Cherry                          | Chuchu          |
| Năm 1997 | Yu Hui        | Xilian                              | Xilian          |
| Năm 1997 | Gai Ke        | After Divorce                       | Shi Hui         |
| Năm 1997 | Hề Mỹ Quyên   | A Tree                              | Zhu Zhu         |
| Năm 1998 | Đào Hồng      | Colors of the Blind                 | Ding Lihua      |
| Năm 1998 | Ngải Lệ Á     | Genghis Khan                        | Hoelun          |
| Năm 1998 | Pan Yu        | Live in Peace and Contentment       | Granny Axi      |
| Năm 1999 | Ninh Tịnh     | Lover's Grief over the Yellow River | An Jie          |
| Năm 1999 | Từ Phàm       | Be There or Be Square               | Li Qing         |
| Năm 1999 | Viên Tuyền    | Once Upon a Time in Shanghai        | Li Huirong      |

### Thập niên 2000s
| Năm      | Nữ Diễn Viên    | Tác Phẩm Đề Cử             | Vai Diễn        |
| -------- | --------------- | -------------------------- | --------------- |
| Năm 2000 | Củng Lợi        | Breaking the Silence ‡     | Sun Liying      |
| Năm 2000 | Tenzin Dolkar   | Song of Tibet              | Yeshe Dolma     |
| Năm 2000 | Chương Tử Di    | Đường về nhà               | Triệu Địch      |
| Năm 2001 | Tống Xuân Lệ    | To Be With You Forever     | Cai Chang       |
| Năm 2001 | Wu Jing         | Sunshine Days              | Zhuo Liying     |
| Năm 2001 | Viên Tuyền      | A Love of Blueness         | Liu Yun         |
| Năm 2002 | Nghê Bình       | Pretty Big Feet            | Zhang Meili     |
| Năm 2002 | Đào Hồng        | Life Show                  | Lai Shuangyang  |
| Năm 2002 | Naren Hua       | Heavenly Grassland         | Burmaa          |
| Năm 2003 | Dư Nam          | Jingzhe                    | Guan Ermei      |
| Năm 2003 | Tưởng Văn Lệ    | My Bitter Sweet Taiwan     | Người mẹ        |
| Năm 2003 | Li Jia          | Nuan                       | Nuan            |
| Năm 2004 | Chương Tử Di    | Hoa nhài nở                | Mạc tiểu thư    |
| Năm 2004 | Trịnh Chân Giao | Shanghai Story             | Người mẹ        |
| Năm 2004 | Tưởng Cần Cần   | My Sister's Dictionary     | Niu Hongmei     |
| Năm 2005 | Kim Nhã Cầm     | You and Me                 | grandma         |
| Năm 2005 | Lý Băng Băng    | Đợi chờ cô độc             | Lưu Vinh        |
| Năm 2005 | Mai Đình        | Aspirin                    | Wen Jing        |
| Năm 2005 | Trương Tịnh Sơ  | Huayao Bride in Shangri-la | Fengmei         |
| Năm 2007 | Lưu Gia Linh    | Curiosity Kills the Cat    | Qianyu          |
| Năm 2007 | Nhan Bính Yên   | Teeth of Love              | Qian Yehong     |
| Năm 2007 | Lý Băng Băng    | Vân thủy dao               | Vương Kim Đệ    |
| Năm 2007 | Lưu Nhược Anh   | Kidnap                     | Ho Yuan-chun    |
| Năm 2007 | Zhu Yuanyuan    | The Forest Ranger          | Taohua          |
| Năm 2009 | Tưởng Văn Lệ    | Lập Xuân                   | Vương Thái Linh |
| Năm 2009 | Châu Tấn        | Suy đoán của Lý Mễ         | Lý Mễ           |
| Năm 2009 | Diêu Tinh Đồng  | Blossom                    | Yueming         |
| Năm 2009 | Chương Tử Di    | Mai Lan Phương             | Mạnh Tiểu Đồng  |
| Năm 2009 | Triệu Vy        | Họa Bì                     | Bội Dung        |

### Thập niên 2010s
| Năm      | Nữ Diễn Viên   | Tác Phẩm Đề Cử                    | Vai Diễn         |
| -------- | -------------- | --------------------------------- | ---------------- |
| Năm 2011 | Naren Hua      | Mother                            | Tsetsegmaa       |
| Năm 2011 | Lữ Lệ Bình     | City Monkey                       | Luo Sufang       |
| Năm 2011 | Qian Peiyi     | Eternal Watch                     | Amin             |
| Năm 2011 | Tần Hải Lộ     | The Piano in a Factory            | Shuxian          |
| Năm 2011 | Từ Phàm        | Aftershock                        | Li Yuanni        |
| Năm 2011 | Nhan Bính Yên  | Close to Me                       | Xue Ziying       |
| Năm 2013 | Tiểu Tống Giai | Falling Flowers                   | Xiao Hong        |
| Năm 2013 | Lương Tịnh     | Son of the Stars                  | Liang Zhengzheng |
| Năm 2013 | Nhan Bính Yên  | Feng Shui                         | Li Baoli         |
| Năm 2013 | Dương Tử San   | Gửi tuổi thanh xuân               | Trịnh Vy         |
| Năm 2013 | Chương Tử Di   | Nhất đại tông sư                  | Cung Nhị         |
| Năm 2015 | Badema         | Norjmaa                           | Norjmaa          |
| Năm 2015 | Lü Zhong       | Red Amnesia                       | Deng Meijuan     |
| Năm 2015 | Triệu Vy       | Thương yêu nhất                   | Lý Hồng Cầm      |
| Năm 2015 | Thang Duy      | Thời đại hoàng kim                | Tiểu Hồng        |
| Năm 2015 | Từ Phàm        | When a Peking Family Meets Aupair | Wen Juan         |
| Năm 2017 | Phạm Băng Băng | Tôi không phải Phan Kim Liên      | Lý Tuyết Liên    |
| Năm 2017 | Bạch Bách Hà   | Truy lùng quái yêu                | Hoắc Tiểu Lam    |
| Năm 2017 | Diêm Ni        | Relocate                          | Liu Chunyan      |
| Năm 2017 | Tiểu Tống Giai | When Larry Met Mary               | Ma Li            |
| Năm 2017 | Châu Đông Vũ   | Thất Nguyệt Và An Sinh            | Lý An Sinh       |
| Năm 2019 | Vịnh Mai       | So Long, My Son                   | Wang Liyun       |
| Năm 2019 | Bạch Bách Hà   | A City Called Macau               | Mei Xiao'ou      |
| Năm 2019 | Diêu Thần      | Send Me to the Clouds             | Sheng Nan        |
| Năm 2019 | Mã Y Lợi       | Lost, Found                       | Li Jie           |
| Năm 2019 | Châu Đông Vũ   | Chúng ta của sau này              | Phương Tiểu Hiểu |
| Năm 2019 | Zhao Xiaoli    | To Live to Sing                   | manager          |

### Thập niên 2020
| Năm  | Nữ Diễn Viên    | Tác Phẩm Đề Cử                | Vai Diễn        |
| ---- | --------------- | ----------------------------- | --------------- |
| 2020 | Châu Đông Vũ    | Em của thời niên thiếu        | Trần Niệm       |
| 2020 | Đàm Trác        | Ngộ sát                       | Ayu             |
| 2020 | Zhu Xijuan      | The Empty Nest                | Zhao Yimei      |
| 2020 | Liễu Nham       | Thụ ích nhân                  | Nhạc Miểu Miểu  |
| 2020 | Nhậm Tố Tịch    | Almost a Comedy               | Momo            |
| 2021 | Trương Tiểu Phỉ | Xin chào, Lý Hoán Anh         | Lý Hoán Anh     |
| 2021 | Lưu Mẫn Đào     | Tạm biệt nhé! Thiếu niên      | Chu Lam         |
| 2021 | Trương Tử Phong | Chị tôi                       | An Nhiên        |
| 2021 | Lưu Hạo Tồn     | Tặng bạn một đóa hoa hồng nhỏ | Mã Tiểu Viễn    |
| 2022 | Hề Mỹ Quyên     | Song of Spring                | Feng Jizhen     |
| 2022 | Nghê Ni         | Lời tỏ tình đằng đẵng         | Ah Chuan        |
| 2022 | Vương Đan Ni    | Anita                         | Mai Diễm Phương |
| 2022 | Dương Ân Hựu    | Nhân sinh đại sự              | Wu Xiaowen      |
| 2022 | Yangshik Tso    | Black Tent                    | Yang Jin        |
| 2023 | Hà Tái Phi      | Truy nguyệt                   | Cô giáo Thích   |
| 2023 | Huệ Anh Hồng    | Love Never Ends               | Li Huiru        |
| 2023 | Diêm Ni         | Heart's Motive                | Jin Ximei       |
| 2023 | Ân Đào          | Home Coming                   | Bai Hua         |
| 2023 | Hoàng Nghiêu    | The Shadowless Tower          | Ouyang Wenhui   |